# رودریگو اسماعیل
رودریگو اسماعیل (انگلیسی: Rodrigo Esmail؛ زادهٔ ۸ اوت ۱۹۹۵) بازیکن فوتبال اهل آرژانتین است.